# Музика васулу

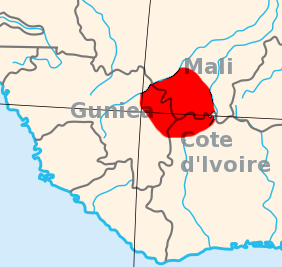
Регіон Васулу в Західній Африці

Васулу (бам. Wasolo) — жанр західноафриканської популярної музики, названий на честь культурної області Васулу.
Музику Васулу виконують переважно жінки. Деякі повторювані теми в ліриці — це дітонародження, плодючість і полігамія. Інструменти включають соку (традиційну скрипку, яку іноді замінюють сучасними завезеними інструментами), барабан джембе, камален н'гоні (шестиструнну арфу), каріньян (перкусію з металевою трубкою) і болон (чотириструнну арфу). Вокал часто пристрасний і рішучий, і додається за шаблоном виклику та відповіді.
Видатні митці Васулу включають Нахаву Думбію, Уму Сангаре, Кумбу Сідібе, Дієнабу Діакіте, Кагбе Сідібе, Салі Сідібе, Джа Юсуфа та Фатумату Діавару.